# ماورو بوسيلي
ماورو بوسيلي (بالإسبانية: Mauro Boselli)‏ (22 مايو 1985 بوينس آيرس الأرجنتين - ) هو لاعب كرة قدم أرجنتيني، يلعب كمهاجم.

## وصلات خارجية
ماورو بوسيلي على موقع الاتحاد الدولي (مؤرشف)  (الإنجليزية)
- ماورو بوسيلي على موقع إي إس بي إن إف سي (الإنجليزية)
- ماورو بوسيلي على موقع قاعدة بيانات كرة القدم.إي يو (الإنجليزية)
- ماورو بوسيلي على موقع ناشيونال فوتبول تيمز (الإنجليزية)
- ماورو بوسيلي على موقع Soccerbase.com (لاعب) (الإنجليزية)
- ماورو بوسيلي على موقع Soccerway.com (الإنجليزية)
- ماورو بوسيلي على موقع عالم كرة القدم.نت (الإنجليزية)
- ماورو بوسيلي على موقع AS.com (الإسبانية)